# Józef Marcinkiewicz (ur. 1898)
Józef Marcinkiewicz (ur. 1 czerwca 1898 w Nieświeżu, zm. po 1956) – podpułkownik Wojska Polskiego.

## Życiorys
Urodził się 1 czerwca 1898 w Nieświeżu, w ówczesnym powiecie słuckim guberni mińskiej, w rodzinie Edwarda. Po odzyskaniu przez Polskę niepodległości został przyjęty do Wojska Polskiego. Został awansowany do stopnia porucznika ze starszeństwem z dniem 1 czerwca 1919 w korpusie oficerów piechoty. W latach 20. był przydzielony do 59 pułku piechoty w Inowrocławiu. Został awansowany do stopnia kapitana ze starszeństwem z dniem 1 stycznia 1931 w korpusie oficerów piechoty. W 1932 był oficerem 85 pułku piechoty w Nowej Wilejce. Na stopień majora został mianowany ze starszeństwem z 19 marca 1938 i 80. lokatą w korpusie oficerów piechoty. W marcu 1939 pełnił służbę w Oddziale Wyszkolenia Dowództwa Korpusu Ochrony Pogranicza w Warszawie na stanowisku kierownika referatu wyszkolenia piechoty . W czasie kampanii wrześniowej dostał się do niemieckiej niewoli. Przebywał w Oflagu II C Woldenberg.
Po uwolnieniu z niewoli został przyjęty do „odrodzonego” Wojska Polskiego i mianowany podpułkownikiem. 13 maja 1951 został aresztowany przez Główny Zarząd Informacji. Należał do kilkudziesięciu oficerów fałszywie oskarżonych o stworzenie i działalność w organizacji dywersyjno-szpiegowskiej w Wojsku Polskim, a wytoczony mu proces polityczny związany był z głośną sprawą gen. Tatara. Po ciężkim śledztwie 23 lutego 1952 skazany na karę 12 lat więzienia. W 1956 został zrehabilitowany.

## Ordery i odznaczenia
- Krzyż Kawalerski Orderu Odrodzenia Polski – 1 października 1946 „za bohaterskie czyny i dzielne zachowanie się w walce z niemieckim najeźdźcą oraz za gorliwą pracę i sumienne wypełnianie obowiązków służbowych”[19]
- Złoty Krzyż Zasługi – 11 listopada 1938 „za zasługi w służbie Korpusu Ochrony Pogranicza”[20]
- Medal Niepodległości – 3 maja 1932 „za pracę w dziele odzyskania niepodległości”[21]
- Srebrny Krzyż Zasługi – 10 listopada 1928 „w uznaniu zasług, położonych na polu pracy w poszczególnych działach wojskowości”[22][23]

31 stycznia 1938 Komitet Krzyża i Medalu Niepodległości ponownie rozpatrzył jego wniosek i nie przyznał mu Krzyża Niepodległości.